# Apple A6X
Apple A5X Apple A7 (variante APL5698)
L'Apple A6X est un SoC (système sur une puce) conçu par Apple et introduit lors du lancement de l'iPad 4 le 23 octobre 2012. C'est une variante haute performance de l'Apple A6. Apple affirme que l'A6X dispose du double des performances du CPU et jusqu'au double des performances graphiques de son prédécesseur, l'Apple A5X.

## Produits équipés d'un Apple A6X
- iPad (4e génération)